# Саласпилс
Саласпилс (произношение) (на латвийски: Salaspils) е град в централна Латвия, намиращ се в историческата област Видземе и се намира в административен район Рига. Градът се намира на 18 km югоизточно от столицата Рига.

## История
Саласпилс е едно от най-старите населени места на територията на Латвия. Археологически разкопки в периода 1964-1975 г. са разкрили множество следи от уседнал начин на живот още от Античността, включително множество погребения с различни артефакти и следи от крепост, които говорят за гъсто населен район. По време на разкопките, които са най-мащабните в историята на латвийската археология, на десния бряг на река Даугава, в близост до съвременния Саласпилс е открито най-старото селище, населявано от предците на латвийците. Преди около 11 000 години на това място са живеели ловци на елени. В периода 10-15 век територията е заселена от ливи и балтийски племена.
Към края на 12 и в началото на 13 век от изключителна важна история не само в историята на региона, но и в цялостната история на Латвия, изиграва малкият остров Мартинсала, намиращ се в река Даугава и по онова време значим център на ливите. Първите каменни замъци и първите църкви в района са построени на този малък остров и в близкия град Икшкиле. Тук се развиват описаните в Ливонските хроники събития: насилственото масово покръстване и постепенното покоряване на местните племена. Предполага се, че първата католическа църква в Латвия е построена около 1197 г., защото в тази година е открито първото християнско гробище на територията на сегашната балтийска държава, което се намирало на остров Мартинсала. През 1206 г. вождът на ливите Ако организира въстание срещу немските кръстоносци окупирали района, но бунтът е потушен кърваво.
Латвийското име на града Саласпилс идва от името на замъка построен на остров Мартинсала, а немското име Кирхолм - от църквата на острова. Двете имена са използвани, когато се говорело за територията на десния бряг на Даугава, управлявана от Ливонския орден.
През 1380 г. Ливонският орден построява собствен замък и нова църква върху останките от предишните укрепление и църква. Основната цел на новата крепост е да пази водния път към Рига. През 15 и 16 век около замъка има малко селище, но по време на Ливонската война през 1577 г. Саласпилс е сринат до основи.
През 1605 г. близо до Саласпилс се разразява Битката при Кирхлом (тогавашното име на града), в която полско-литовската войска разгромява многобройната шведска армия. Това се оказва най-голямата и една от най-решителните битки по време на Полско-шведската война.
В периода 17-19 век животът в околностите на Саласпилс е разделен между двата големи имота в района: имотът Саласпилс, създаден близо до разрушения замък на Ливонския орден и под прякото управление на Рига, и имотът Куртес.
През втората половина на 19 век, в града са построени летни военни лагери и православна църква, която да обслужва множеството руски войници, настанени в града. Двадесети век започва с Революцията от 1905 г., която потапя Саласпилс в кръв. По време на Първата световна война цели две години фронтовата линия минава точно през Саласпилс и по-голямата част от града е унищожена, включително и двете църкви, а повечето от жителите са убити.
По време на независимостта на Латвия в периода 1920-1940 г. на територията на Саласпилс има три епархии: Стопиня, Саласпилс (тогава известен с името Кестерциемс) и Доле.
По време на Втората световна война Саласпилс изиграва важна роля в трагичните исторически събития в цяла Латвия. Немските окупационни сили създават Сталаг-350, лагер създаден специално за руските военни затворници. На 2 km от лагера, в близката гора СС-овците създават най-големият окупационен лагер за цивилни граждани на територията на Балтика. Нацистите не определят този лагер като концентрационен, а по-скоро като лагер за работа и обучение (Arbeits- und Erziehungslager), подобен на затворите. Въпреки това хиляди евреи от цяла Латвия са затворени в този лагер и поради непосилните условия намират точно там смъртта си.
Все още не е изяснена точната бройка на загиналите в Сталаг-350, но според доклад на съветските власти от 1944 г. в лагера са починали около 43 000 военнопленници. Според издадената през 1956 г. История на Латвийска ССР в лагера са били убити около 56 000 души. Според Малката латвийска енциклопедия издадена през 70-те загиналите са 53 000 души, а според друга книга издадена през 80-те в Съветския съюз повече от 100 000 души са били убити в Саласпилс. Не всички западни историци са убедени в правотата на посочените данни и някои смело предполагат, че жертвите са били не повече от 3000 души. През 1967 г. на мястото на лагера е открит паметник в памет на всички руснаци, които са били убити в Сталаг-350.
През втората половина на 20 век Саласпилс се превръща във важен център на латвийската индустрия, наука и селско стопанство. По време на динамичното развитие на района и безразборното и неконтролируемо строене нанасят сериозни щети върху историческите паметници. Следите от по-старите селища на територията на града са видими все още само около железопътната гара.
За последните 60 години населението на Саласпилс се увеличава 70 пъти: от 300 души в Кестерциемс през 30-те до 21 100 души през 2000 г. През 1979 г. Саласпилс получава статут на село, превръщайки се в най-голямото село в цялата Латвийска ССР с постоянно население от 14 000 души. Въпреки многобройното си население и динамичен живот Саласпилс официално става град едва през 1993 година.

## Население
През 2000 година Саласпилс е бил с постоянно население от 21 102 души, а етническата му структура е както следва:
- Латвийци – 42%
- Руснаци – 42%
- Беларуси – 7%
- Украинци – 4%
- Поляци – 2%
- Литовци – 1%
- Други – 2%

## Побратимени градове
- Дзежгон, Полша
- Финстервалде, Германия
- Финспонг, Швеция